# Managementinnovation
Während der Begriff „Innovation“ in der wirtschaftswissenschaftlichen Verwendung auf die Durchsetzung einer technischen oder verfahrensbezogenen Neuerung zielt, heißt Managementinnovation, die Rahmenbedingungen zu ändern, wie Organisationen strukturiert und gemanagt werden. 
Beispiele für Managementinnovationen wären heterarchische statt hierarchische Strukturen (Warren McCulloch), laterale statt horizontale Netzwerke (Heinz von Foerster), „adhocratische“ statt bürokratische Strukturen (Alvin Toffler), grenzüberschreitende Wissensvernetzung (Bernhard von Mutius), postheroische statt heroische Selbstverständnisse (Dirk Baecker). Da Manager als Letztentscheide über die Verteilung der Ressourcen bestimmen, können Produkt- und Verfahrensinnovationen in diesem Sinne Resultate von Managementinnovationen sein. Wenn Management beginnt, sich im Sinne der soziologischen Managementlehre als Kommunikation zu begreifen, können Innovationen heute entweder von klassischen (inkrementellen) oder von postklassischen (bahnbrechenden) Managementmodellen gesteuert werden. Managementinnovation bezeichnet damit auch den Einfluss, den Managementpraktiker mit innovativen Managementmodellen auf die Managementlehre und andere Manager ausüben oder den die Managementphilosophie auf Manager ausübt (siehe: W.W. Weber).